# Micrurapteryx kollariella
Micrurapteryx kollariella là một loài bướm đêm thuộc họ Gracillariidae. Loài này có ở khắp châu Âu, ngoại trừ British Islands và Fennoscandia.

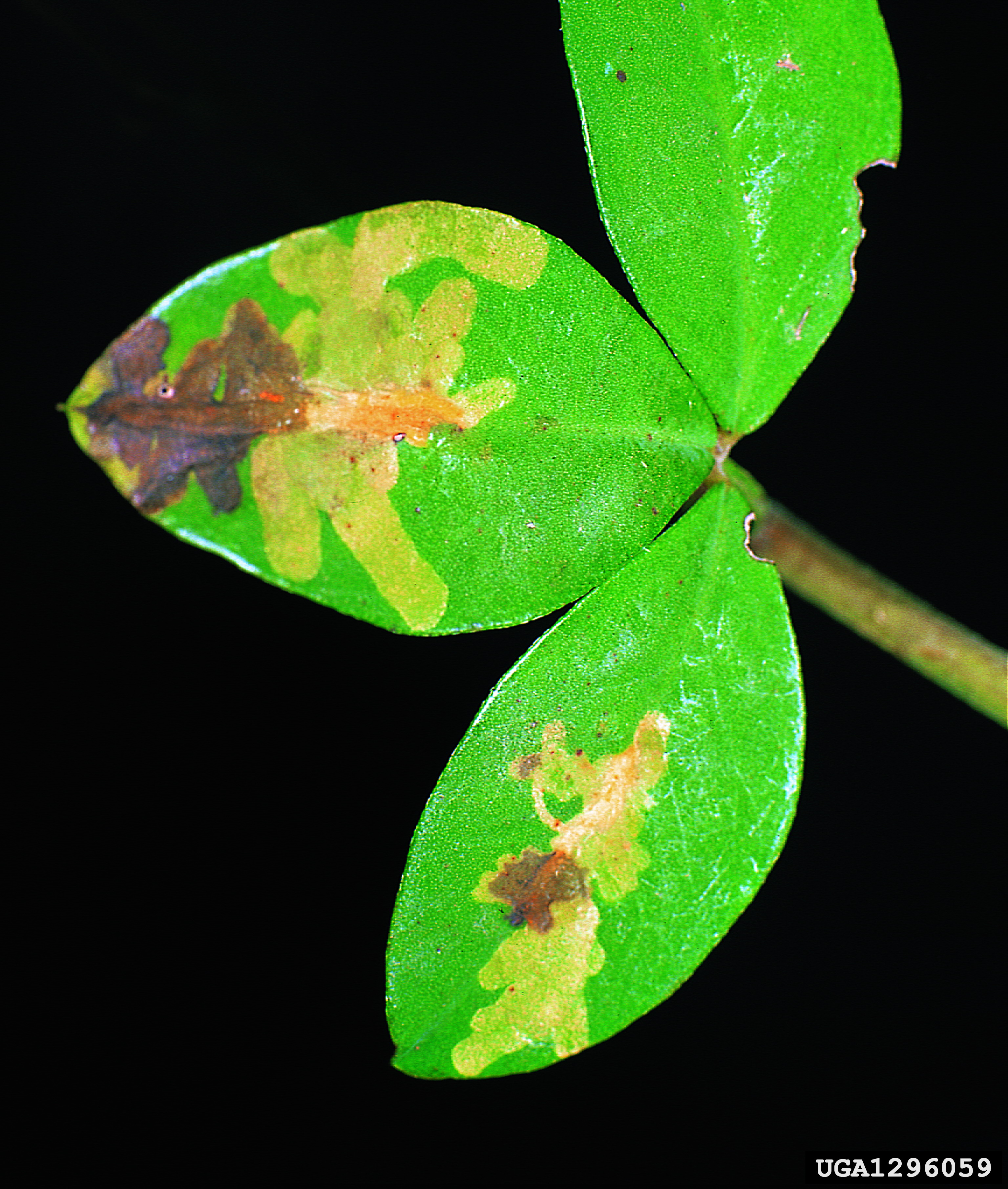
Damage

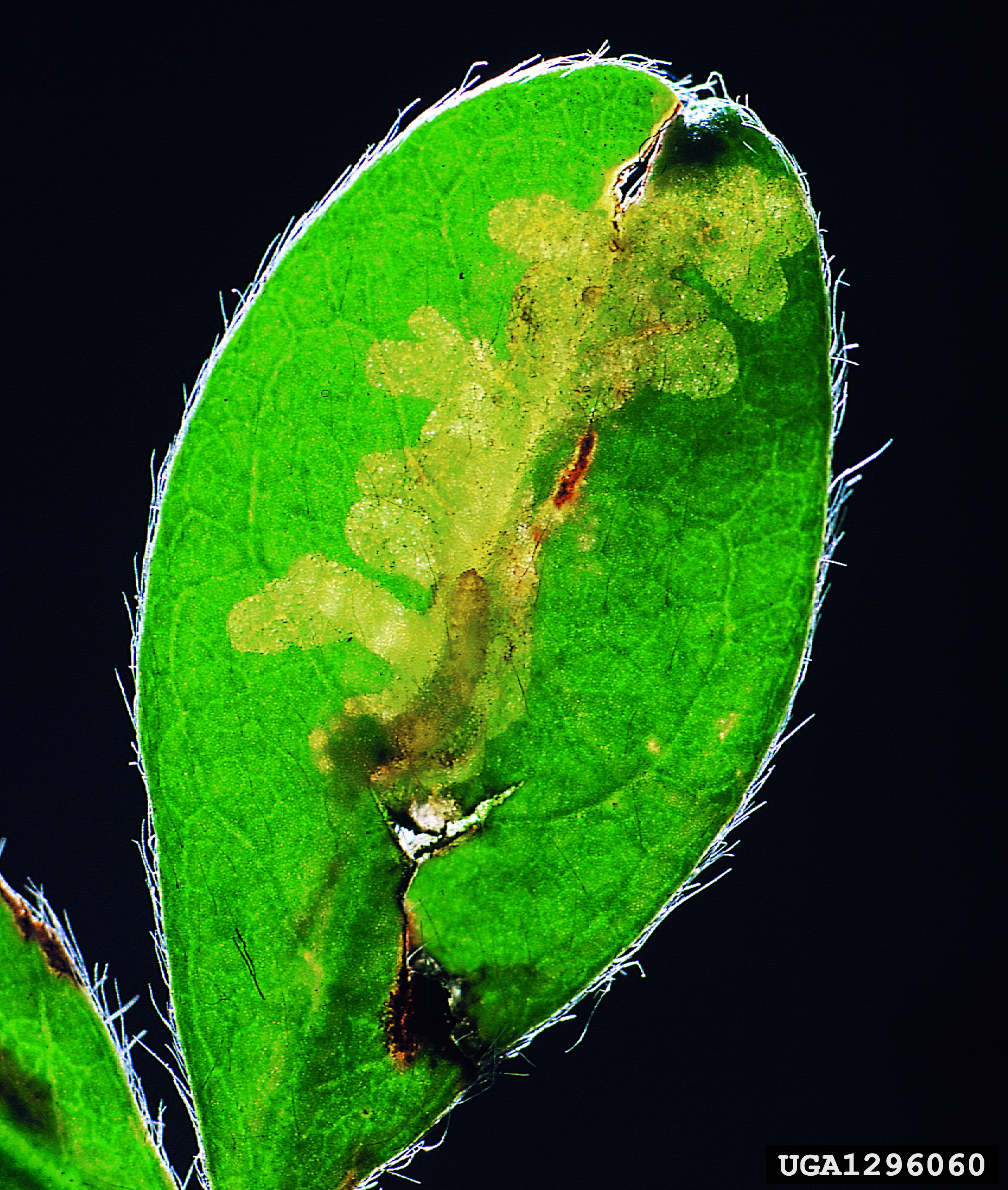
Damage

Ấu trùng ăn Chamaecytisus hirsutus, Cytisus scoparius, Cytisus sessilifolius, Genista germanica, Genista sericea, Genista tinctoria, Laburnum anagyroides, Lembotropis nigricans, Lupinus và Petteria ramentacea. Chúng ăn lá nơi chúng làm tổ.